# Szalalach
Szalalach (arab. شللخ) – miejscowość w Syrii, w muhafazie Idlib. W 2004 roku liczyła 1917 mieszkańców.